# Geoarcheologie

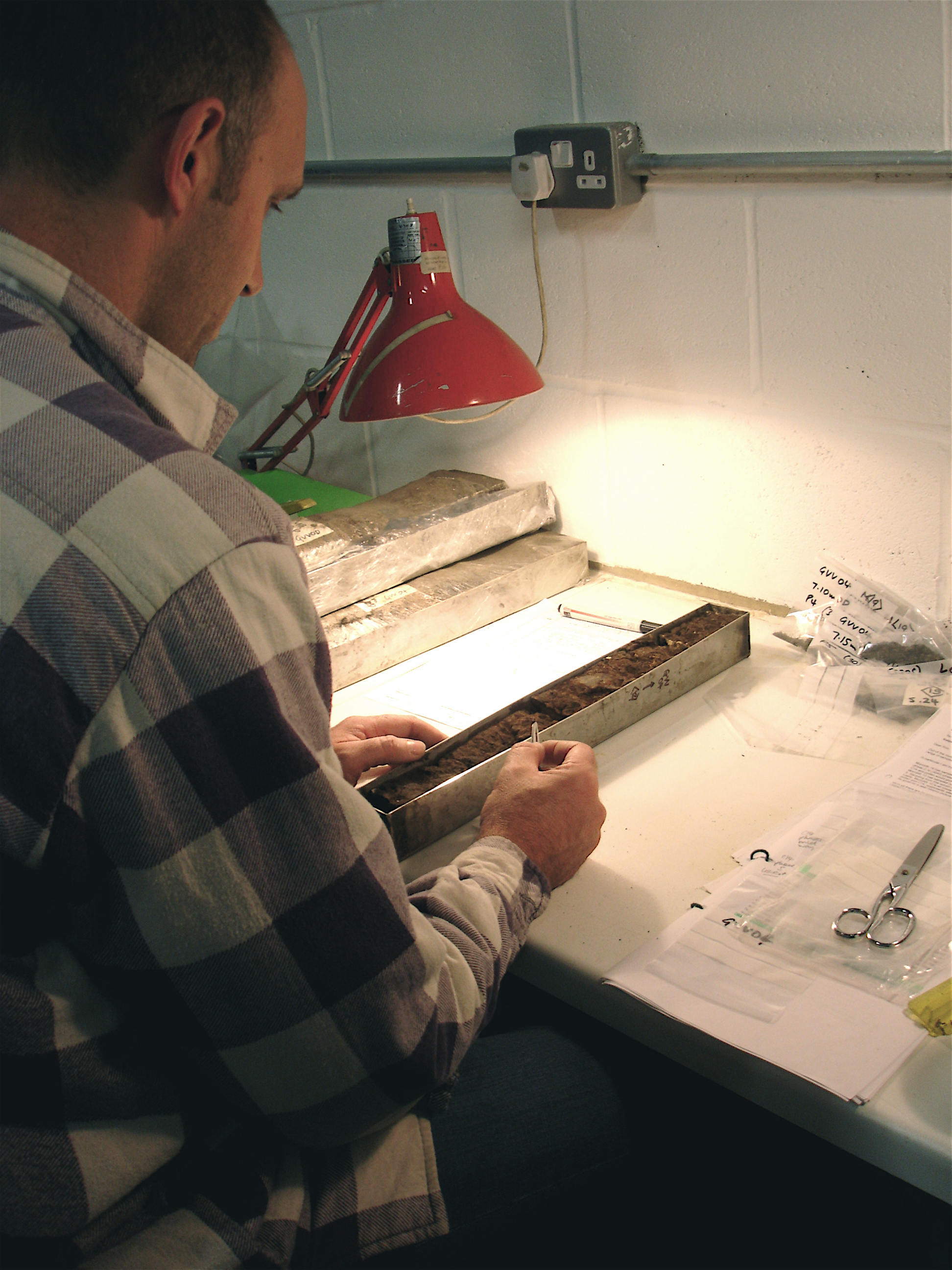
Geoarcheoloog aan het werk

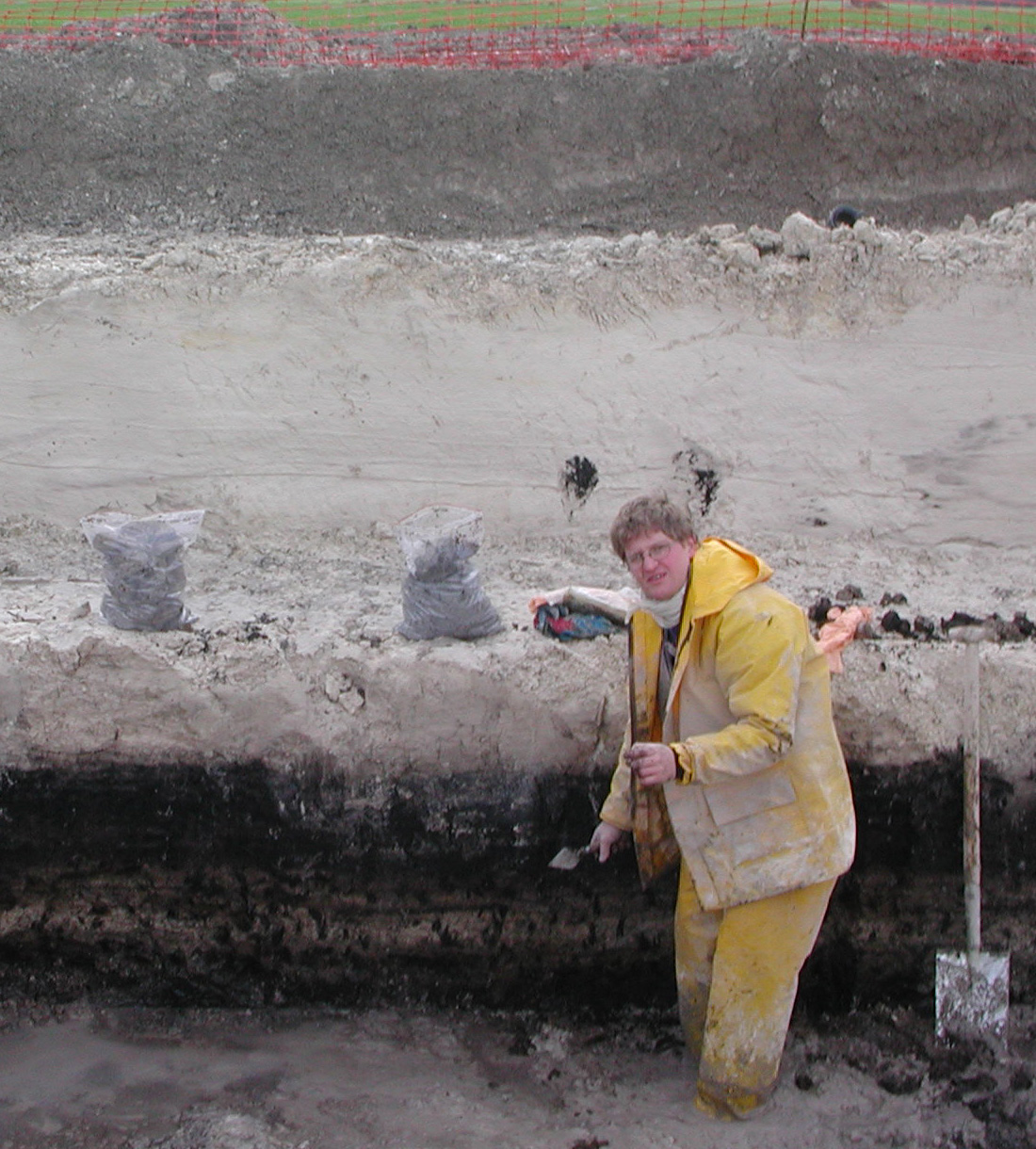
Veldwerk van een geoarcheoloog

Geoarcheologie past methodieken en technieken uit de aardwetenschappen toe op archeologische problemen. Geoarcheologen bestuderen de fysische processen die van invloed zijn op archeologische vindplaatsen zoals geomorfologie, de vorming van deze vindplaatsen door geologische processen en de effecten van de opgravingen op het landschap. Het werk van geoarcheologen bestaat vaak uit het bestuderen van de bodem en sedimenten.
In de geoarcheologie kunnen archeologische landschappen worden gereconstrueerd aan de hand van kenmerken in het landschap, maar ook aan de hand van bodemkundig onderzoek. Ook kan gedacht worden aan het bepalen van de herkomst van een archeologisch item door middel van petrologie, ook wel bekend onder de term archeometrie. 
Hoewel in Nederland aardwetenschappelijke theorie en methoden een belangrijk onderdeel is van de opleiding archeologie, kan men geoarcheologie ook als afzonderlijke studie studeren aan de VU. Geoarcheologie is een belangrijke wetenschapstak omdat het archeologen informeert over de gesteldheid van de bodem, de sedimenten en de rotsen op de plek van het archeologisch onderzoek.
Bodemkunde · Biogeografie · Biogeologie · Fysische geografie · Geoarcheologie · Geochemie · Geodesie · Geofysica · Geomorfologie · Geologie · Glaciologie · Hydrografie · Hydrologie · Klimatologie · Limnologie · Meteorologie · Mijnbouwkunde · Mineralogie · Oceanografie · Paleo-oceanografie · Paleoklimatologie · Paleontologie · Sedimentologie · Seismologie · Speleologie · Stratigrafie · Vulkanologie